# Ober Gabelhorn

Blick von der Cabane du Mountet auf das Ober Gabelhorn, Foto: Hans Brun, 1905

Das Ober Gabelhorn (oft auch Obergabelhorn, jedoch nicht Gabelhorn) ist ein Viertausender in den Walliser Alpen.
Ausgangsorte für eine Besteigung sind Zermatt über das Mattertal oder Zinal über das Val d’Anniviers.

## Besteigungsgeschichte
Die Erstbesteigung wurde am 6. Juli 1865 durch Adolphus Warburton Moore, Horace Walker und Jakob Anderegg  unternommen. Schon am nächsten Tag folgten die Verlierer beim Rennen um den Gipfel, Francis Douglas, Peter Taugwalder und Joseph Viennin bei ihrem dritten Anlauf. Francis Douglas kam eine Woche später bei der Erstbesteigung des Matterhorns ums Leben.
Der Normalweg führt von der Rothornhütte (3198 m) über den Triftgletscher zur Schulter der Wellenkuppe (3898 m), über diese in leichter Kletterei (III-) hinweg und den ausgeprägten Ostnordostgrat folgend über den grossen Gendarm (Kluckerturm, Fixseile) zum Gipfel. Es handelt sich um eine kombinierte Hochtour (III+, Eis bis 50°, ZS / AD). Weitere interessante Anstiege sind der Arbengrat (Westsüdwestgrat, III+, ZS / AD) und die stark vergletscherte, selten begangene Nordwand (Eis 55°, S / D).